# Vražda na objednávku
Vražda na objednávku (v anglickém originále Dial M for Murder) je americký mysteriózní thriller z roku 1954, který režíroval Alfred Hitchcock. Scénář napsal anglický dramatik Frederick Knott. Ve filmu hráli Ray Milland, Grace Kellyová, Robert Cummings a Anthony Dawson. Tržby filmu činily 6 milionů dolarů.

## Obsazení
- Ray Milland – Tony Wendice
- Grace Kelly – Margot Mary Wendice
- Robert Cummings – Mark Halliday
- John Williams – vrchní inspektor Hubbard
- Anthony Dawson – kapitán Lesgate/Charles Alexander Swann
- Leo Britt – muž vyprávějící příběh na večírku
- Patrick Allen – detektiv Pearson
- Robin Hughes – seržant O'Brien
- Martin Milner – policista před bytem
- George Leigh – detektiv Williams
- George Alderson – detektiv